# Sjoerd Mouissie
Sjoerd Mouissie is een Nederlandse datajournalist en fotograaf.
Sjoerd Mouissie groeide van zijn zesde tot zijn zestiende op in Brazilië, waar hij voor een groot deel zijn middelbare school deed.
Na een studie Nederlands Recht aan de Universiteit van Leiden studeerde Mouissie journalistiek voor academici aan de Hogeschool Utrecht. Aan het eind van zijn rechtenstudie was hij in Den Haag bestuurslid bij het Justitieel Klachtenbureau, een onderdeel van de rechtswinkel.
Van 2004 tot 2008 werkte hij als redacteur voor de IKON-websites. Vanaf 2006 heeft hij een fotografiebedrijf. In 2008 werd hij verslaggever en webmaster voor het Nederlands Dagblad. Vanaf 2013 is hij voor het ND politiek verslaggever aan het Binnenhof en is hij als datajournalist lid van de onderzoeksredactie. Daartoe maakte hij visualisaties en infographics van datagegevens, zoals op www.verkiezingensite.nl.  In 2020 werd Mouissie datajournalist voor de NOS.

## Erkenning
In 2022 verdiende hij met Hoe data-onderzoek geldstromen van artsen blootlegde De Tegel in de categorie Data. Samen met Anna Pruis, Siebe Sietsma, Nour Abdullaa, Jikke Westerink en Lars Boogaard wist hij als datajournalist betalingsconstructies te ontwarren, die regels tegen omkoping van artsen moesten voorkomen.
Daartoe namen zij het transparantieregister voor medisch specialisten onder de loep. In dat register moeten specialisten aangeven wat hun bijverdiensten zijn vanuit de industrie. Dit om de oneigenlijke beïnvloeding van de specialisten door de industrie transparant te maken. Veel artsen bleken betalingen aan hun eigen bedrijven te ontvangen. De onderzoekers wisten de nummers van die bedrijven boven water te krijgen bij de Kamer van Koophandel. Zij combineerden deze nummers met data uit het transparantieregister, het BIG-register, het kadaster en eigen onderzoek. Ziekenhuizen bleken niet op de hoogte te zijn dat dezelfde farmaceuten die aan de cardiologen leverden ook aan het ziekenhuis leverden. De resultaten van het onderzoek leidden ertoe dat minister van Volksgezondheid Ernst Kuipers maatregelen trof die ongewenste beïnvloeding van artsen moesten voorkomen.

## Prijs
- De Tegel 2022